# Трстице
Трстице (слч. Trstice) насељено је мјесто са административним статусом сеоске општине (слч. obec) у округу Галанта, у Трнавском крају, Словачка Република.

## Становништво
| Година:    | 1994. | 2004.   | 2014.   | 2024.   |
| ---------- | ----- | ------- | ------- | ------- |
| Број људи: | 3741  | 3746    | 3739    | 3816    |
| Разлика:   |       | +0,13 % | -0,18 % | +2,05 % |

| Година:    | 2023. | 2024.   |
| ---------- | ----- | ------- |
| Број људи: | 3857  | 3816    |
| Разлика:   |       | -1,06 % |

Према подацима о броју становника из 2011. године насеље је имало 3.794 становника.